# Козулин, Александр Владиславович
Алекса́ндр Владисла́вович Козу́лин (бел. Алякса́ндар Уладзісла́вавіч Казу́лін; род. 25 ноября 1955, Минск) — белорусский политический и общественный деятель. Один из организаторов общественного движения «Воля Народа», бывший лидер Белорусской социал-демократической партии (Громада). Академик Академии образования Республики Беларусь и Международной академии высшей школы, почётный профессор МГУ имени М. В. Ломоносова, вице-президент Петровской академии наук и искусств, председатель Общества «Беларусь—Австрия»; ректор Белорусского государственного университета (1996—2003).

## Биография
Родился 25 ноября 1955 года в Минске, выходец из рабочей семьи. Белорус. В 1972 году окончил минскую специализированную (английский язык) среднюю школу № 87, после чего там же два года работал лаборантом кабинета физики. Одновременно учился на вечернем отделении механико-математического факультета Белорусского государственного университета (БГУ). Служил на Балтийском флоте в морской пехоте (1974—1976). После демобилизации работал в кузнечном цеху Минского тракторного завода.
В 1976—1983 годах — студент механико-математического факультета БГУ. Окончил университет с красным дипломом. Активно участвовал в студенческом движении, пять раз выезжал командиром строительных отрядов. В 1983—1986 годах — секретарь комитета комсомола БГУ.
В 1986—1988 годах работал в БГУ преподавателем, старшим преподавателем, доцентом, деканом факультета. Активно занимался научной, педагогической и общественной деятельностью. Защитил кандидатскую диссертацию по проблемам аналитической теории дифференциальных уравнений.
С 1988 по 1996 год работал в Министерстве образования Республики Беларусь: вначале — начальником отдела аналитической работы и перспективного развития, начальником ведущего управления перспективного развития и безотрывного образования, потом — заместителем министра, первым заместителем министра. Внёс существенный вклад в становление системы образования независимого белорусского государства, был инициатором её реформирования и перевода на инновационный путь развития. Один из авторов закона «Об образовании» Республики Беларусь. Одновременно не прерывал научной работы, защитил докторскую диссертацию по новым образовательным технологиям.
В 1996 году был назначен ректором Белорусского государственного университета. В 2000 году избран на эту же должность абсолютным большинством Объединённого совета БГУ.
С 1998 по 2001 год — член правительства Республики Беларусь, министр[уточнить]. Был председателем Совета ректоров ВУЗов Белоруссии, членом Президиума Национальной академии наук Беларуси.
Вдовец, имеет двух дочерей (Ольга и Юлия). 23 февраля 2008 года на 49-м году жизни жена Ирина скончалась от онкологического заболевания.
Увлекается теннисом, волейболом и шахматами. Входил в сборную по волейболу.

## Научная деятельность
Является автором более 100 научных работ.

## Политическая деятельность
10 апреля 2005 года избран на объединительном съезде председателем Белорусской социал-демократической партии (Громада). В 2005 году стал учредителем и координатором Гражданской инициативы по созданию Общенационального движения «Воля народа», организационные структуры которого планировалось создать в городах и районных центрах Белоруссии, однако инициатива не получила продолжения.
В декабре 2005 Козулин был зарегистрирован кандидатом в президенты Белоруссии. На выборах по официальным данным набрал 2,3 % голосов, по данным независимых социологических опросов — в несколько раз больше. 2 марта при попытке зарегистрироваться как делегат на Всебелорусском народном собрании был избит группой сотрудников МВД во главе с командиром спецназа полковником Павличенко, а затем арестован. 25 марта 2006 года был арестован ещё раз, и затем 13 июля того же года осуждён на 5,5 лет лишения свободы «за злостное хулиганство и организацию массовых беспорядков». 20 октября 2006 объявил голодовку протеста, требуя рассмотрения ситуации в Белоруссии в Совете Безопасности ООН. Голодовка длилась 53 дня, за это время Козулин потерял больше 36 кг.
13 декабря 2006 года представитель США Уильям Бренсик поднял вопрос о ситуации с правами человека в Белоруссии во время закрытого заседания в Совет Безопасности ООН. По мнению заместителя председателя «Грамады» Анатолия Левковича, эта инициатива продемонстрировала признание Козулина как оппозиционного лидера. В тот же день сенат США поддержал законопроект, в котором призвал президента США ввести дополнительные санкции против Белоруссии.
В декабре 2006 года правозащитная организация Международная Амнистия признала Александра Козулина узником совести. Только с помощью голодовки, к которой присоединились его дочери, а также давления представителей ЕС и США, Козулину удалось добиться разрешения на посещение похорон жены: в период его заключения женщина безуспешно боролась с онкологическим заболеванием.
7 марта 2008 года министерство финансов США объявило о введении санкций против всех государственных предприятий нефтехимического комплекса Белоруссии. Как открыто заявил Дэвид Крамер, причиной стало «нежелание белорусского правительства освободить Александра Козулина». В августе 2008 года, вместе с Андреем Кимом и Сергеем Парсюкевичем помилован специальным указом президента Белоруссии Александра Лукашенко. Вскоре после этого санкции США были ослаблены.
Другой кандидат от оппозиции на президентских выборах 2006 года Александр Милинкевич сказал в интервью радио «Эхо Москвы» о Козулине и его походе на приёмник-распределитель:
«Я ему [Козулину] сказал, когда мы стояли на трибуне, что ни в коем случае не надо этого делать… Я осуждаю провокаторов, которые повели людей к тюрьме… „Взятие Бастилии“ сейчас уже не надо делать… Эти провокации непростительны, это преступление со стороны людей, которые называют себя оппозицией».
3 августа 2008 года был переизбран лидер партии БСДП (Громада). Вместо Александра Козулина лидером партии был избран бывший заместитель Анатолий Левкович. 21 декабря 2008 года Александр Козулин вышел из партии.
Осенью 2009 года официальный сайт Козулина прекратил работу из-за хакерской атаки.
В 2015 году отклонил все предложения возобновить свою политическую деятельность и стать кандидатом на Президентских выборах 2015 года, либо же войти в команду кого-либо из оппозиционных кандидатов. Призвал лидеров оппозиции «бойкотировать выборы, которых нет».
Во время акций протеста 2020—2021 годов внук Козулина — Владислав — был задержан и осуждён на 10 суток ареста за участие в одном из воскресных маршей.
По состоянию на 2020 год Козулин проживал в Минске, устранился из медиа-поля и политикой более заниматься не собирался.

## Награды
- Медаль «За трудовое отличие».
- Почётный профессор МГУ (2001)[22].